# Marie-Madeleine Mborantsuo
Marie-Madeleine Mborantsuo (sinh ngày 18 tháng 4 năm 1955) là một luật sư người Gabon. Bà là chủ tịch của Tòa án Hiến pháp Gabon (Tòa án Hiến pháp hiến pháp Gabonaise) kể từ khi thành lập vào năm 1991.

## Cuộc sống cá nhân và giáo dục
Mborantsuo được sinh ra ở Franceville vào ngày 18 tháng 6 năm 1955. Cha mẹ bà là Jean Dambangoye và Berthe Nouo. Bà đã giành được một cuộc thi sắc đẹp "Miss Franceville", và trở thành người yêu của tổng thống Omar Bongo, người mà bà có hai con. Bà học luật tại Đại học Quốc gia Gabon (sau này là Đại học Omar Bongo), sau đó lấy bằng Thạc sĩ Tài chính bàng tại Đại học Paris II và bằng tiến sĩ luật hiến pháp năm 2005 tại Đại học Aix-en-Provence. Tên luận án tiến sĩ của bà là Cours constlationnelles châuaines et État de droit.

## Sự nghiệp
Từ năm 1983 đến 1991, bà là chủ tịch của Cour de Comptes của Tòa án Tối cao của Gabon và giảng dạy pháp luật tại Đại học Omar Bongo. Sau khi tham gia hội nghị quốc gia năm 1990, bà là một trong những nhà văn của hiến pháp mới của đất nước, và trở thành chủ tịch của tòa án hiến pháp mới thành lập (Tòa án Hiến pháp Gabon), một bài viết bà vẫn giữ Tính đến  năm January 2019.
Có ý kiến cho rằng bà "đã góp phần làm mất tính hợp pháp của Tòa án Hiến pháp với tư cách là một tổ chức vô tư" bằng cách đưa ra các quyết định gây tranh cãi về cuộc bầu cử tổng thống bị cáo buộc gian lận năm 1993, 2009 và 2016, trong đó người yêu cũ của bà và sau đó là con trai riêng của bà Ali Bongo Ondimba giữ lại và giành được chức chủ tịch.

## Ấn phẩm được chọn
- La đóng góp des Cours const hiếnnelles à l'Etat de Droit en Afrique, (2007, economica: ISBN 9782717853070
- La Hiến pháp de la République Gabonaise [1]